# 河津聖恵
河津 聖恵（かわづ きよえ、1961年 - ）は、日本の詩人、評論家。

## 来歴
東京都生まれ。京都市在住。1979年東京都立国立高等学校、1984年京都大学文学部ドイツ文学科卒業。1985年、第23回現代詩手帖賞受賞。1998年『夏の終わり』で第9回歴程新鋭賞、2003年『アリア、この夜の裸体のために』で第53回H氏賞受賞。2013年、新藤凉子・三角みづ紀との連詩集『連詩 悪母島の魔術師』で第51回藤村記念歴程賞受賞。『朝鮮学校無償化除外反対アンソロジー』発行人。2011年より季刊「環」にて「詩獣たち」連載中（2012年5月現在）。2021年、『「毒虫」詩論序説』で日本詩人クラブ詩界賞受賞。2023年『綵歌』で現代詩人賞を受賞2023年度。
曾祖父は外交官安達峰一郎。

## 著書
- 姉の筆端 思潮社 1987.9
- クウカンクラーゲ 思潮社 1991.6
- Iritis 思潮社 1994.8
- 夏の終わり ふらんす堂 1998.8
- アリア、この夜の裸体のために 河津聖恵詩集 ふらんす堂 2002.8 現代詩人叢書
- 青の太陽 思潮社 2004.12
- 河津聖恵詩集 思潮社 2006.2 現代詩文庫
- ルリアンス 他者と共にある詩 思潮社 2007.6
- 神は外せないイヤホンを 思潮社 2008.3
- Christmas mountain わたしたちの路地 野樹かずみ短歌 河津詩 澪標 2009.1
- 新鹿 思潮社 2009.3
- 天秤 わたしたちの空 野樹かずみ短歌 河津詩 洪水企画 2009.12
- 龍神 思潮社, 2010.4
- ハッキョへの坂 河津聖恵詩集 土曜美術社出版販売 2011.4
- 悪母島の魔術師 新藤凉子、三角みづ紀共著 思潮社 2013.4
- 闇より黒い光のうたを 藤原書店 2015.1
- 「毒虫」詩論序説ー声と声なき声のはざまで[3] ふらんす堂 2020.7.10
- 綵歌[4] ふらんす堂 2022.2